# Könyöki József
Könyöki József (eredeti nevén Ellenbogen; Mocsa, 1829. február 19. – Pozsony, 1900. március 1.) régész, restaurátor, tanár.

## Élete
Apja halála után 1833-tól nagyanyjánál lakott Pozsonyban. Gimnáziumi tanulmányait Lippay ösztöndíjjal itt végezte, majd 1846-tól Bécsben a műegyetemre járt. 1849-től négy és fél éven át, előbb mint kadét majd mint tiszt Olaszországban az osztrák hadseregben szolgált és részt vett Velence megszállásában is. 1853-ban lemondott hadnagyi rangjáról. Ezután 15 hónapig Firenzében gr. Tolomeinél nevelősködött. Itt folytatta a Velencében és Paduában megkezdett festészeti tanulmányait és Giovanni Baptista Gori firenzei festő tanítványa lett. Hosszabb ideig tartózkodott Palermóban és Messinában, de családi körülményei hazahívták.
1855-1861 között Nagyszombatban Du Fodon Didier asszony magán nevelőintézetében tanított és az ottani úrbéri törvényszék irodatisztje volt. 1861 után lett a pozsonyi állami főreáliskola rajz tanára, az ottani városi múzeum őre s a Pozsony megyei régészeti társulat előadója. 1875-től a pozsonyi akadémián a régiségtudomány magántanára.
Eredeti nevét (Ellenbogen) 1869-ben magyarosította. 1897-ben vonult nyugalomba. A műemlékek országos bizottságának levelező-tagja, a műemlékek bécsi központi bizottságának konzervátora, a magyar országos műipari múzeum igazgatótanácsának tagja, az őskori és embertani nemzetközi kongresszus 1880-ban Lisszabonban levelező tagjának választotta.
A kormány megbízásából restaurálta Szalonca határában a pominóci kápolnát és Pozsony középkori városházának két szobáját és a kapu fölötti művészi erkélyt. Egyik legjelesebb műve, a gótikus stílusú Miatyánk c. műlap, Manz György regensburgi kiadónál jelent meg fényes kiállításban. A kormány megbízásából a műemlékek országos bizottsága számára lerajzolta és lefestette a középkori templomokat és várakat (Pozsony, Nyitra, Trencsén, Turóc, Bars, Hont, Zólyom, Nógrád várakat, továbbá Pozsony, Sopron, Komárom, Győr, Vas, Fehér, Zala és Veszprém megyék templomait és várait, összesen száz műemléklap). 26 műlapból álló gyűjteménye, melyeken az esztergomi hercegprímás és a pozsonyi káptalan könyvtárának misekönyveit és incunabulum-rajzait ismerteti is nagyon értékes. Az 1862. évi londoni világkiállításon dicséretet nyert rajzaival, az 1873-as bécsi kiállításon kitüntető oklevelet, az 1885-ös budapesti országos kiállításon bronzérmet nyert. 1871-ben és 1873-ban a kormány kiküldte Németországba a középkori művészet további tanulmányozására.

## Emléke
- 2021 obeliszk – Pozsony, Szent András temető[1]

## Főbb művei
- 1864 Sik-alakok mértani és diszítési szabadkézrajzi előkészítésül a szabadkézrajzhoz. Pozsony (tsz. Nigris Justus)
- 1867 Zur Erinnerung an die feierliche Consecration des neue errichteten Hochaltars im restaurirten Sanctuarium des Krönungs-Domes zu Pressburg. Pozsony
- 1869 Initiálisok. Archaeologiai Értesítő
- 1870-1871 Visszapillantás a Nyitra-, Turócz- és Liptómegyében tett régészeti kirándulásra. Archaeologiai Közlemények
- 1870-1871 Einiges über die der Steinperiode augehörigen Funde in Ungarn. In: A pozsonyi főreáliskola Programmja
- 1870-72 Archaeologiai levelek. Archaeologiai Értesítő
- 1873 Kleiner Wegweiser Pressburgs und seiner Umgebung, mit einer Karte von Pressburg. Pozsony
- 1875 A színek alkalmazása a női kézimunkáknál. Pozsony
- 1877 A pozsonyvárosi régiségtár rövid ismertetése. Pozsony
- 1880 Nagy Lajos halálozási szobája Nagyszombatban
- 1885 Magyarország nyugati határának védrendszere. Nemzetközi archaeologiai kongresszus
- 1885 A középkori várakról. In: Pulszky-Album
- 1887 Trencsén vára. Arch. Ért., 294-303.
- 1889 A holicsi edények jegyei. Művészi Ipar
- 1905/2010 A középkori várak – különös tekintettel Magyarországra. Budapest Archiválva 2007. augusztus 22-i dátummal a Wayback Machine-ben, (Nagy Géza). REAL-EOD
- Az örökség hagyományozása. Könyöki József műemlékfelmérései, 1869–1890; összeáll. Váliné Pogány Jolán, szerk. Haris Andrea, Bardoly István; OMvH, Budapest, 2000 (Forráskiadványok. Országos Műemlékvédelmi Hivatal)

Cikkei a Pressburger Zeitungban (1867. 4., 9., 1874. 180. sz. Die Restaurirung des Pressburger Krönungs-Domes, 1874. 101. sz. Einfluss der Handelskammern, Museen und Ausstellungen auf die Gewerbe, 231. sz. Kunstgewerbliche Ausstellung in München, 1879. 38. sz. Real-oder Gewerbeschule, 189. sz. Die Polichromie der öffentlichen Statuen u. Brunnen in der Periode der Renaissance) is megjelentek.